# Commissario europeo della Slovacchia
Il commissario europeo della Slovacchia è un membro della Commissione europea proposto al Presidente della Commissione dal Governo della Slovacchia.
La Slovacchia ha diritto ad un commissario europeo dal 1º maggio 2004, anno della sua adesione all'Unione europea.

## Lista dei commissari europei della Slovacchia
| Commissario    | Competenza                                                                  | Commissione      | Periodo        | Partito |
| -------------- | --------------------------------------------------------------------------- | ---------------- | -------------- | ------- |
| Maroš Šefčovič | Commercio e sicurezza economica, relazioni interistituzionali e trasparenza | von der Leyen II | 2024-in carica | Smer    |
| Maroš Šefčovič | Relazioni interistituzionali e prospettive strategiche (Vicepresidente)     | von der Leyen I  | 2019-2024      | Smer    |
| Maroš Šefčovič | Unione energetica (Vicepresidente)                                          | Juncker          | 2014-2019      | Smer    |
| Maroš Šefčovič | Relazioni interistituzionali e amministrazione                              | Barroso II       | 2010-2014      | Smer    |
| Maroš Šefčovič | Istruzione, formazione, cultura e gioventù                                  | Barroso I        | 2009-2010      | Smer    |
| Ján Figeľ      | Istruzione, formazione, cultura e gioventù                                  | Barroso I        | 2004-2009      | KDH     |
| Ján Figeľ      | Imprese e società dell'informazione                                         | Prodi            | 2004           | KDH     |